# Beatbox

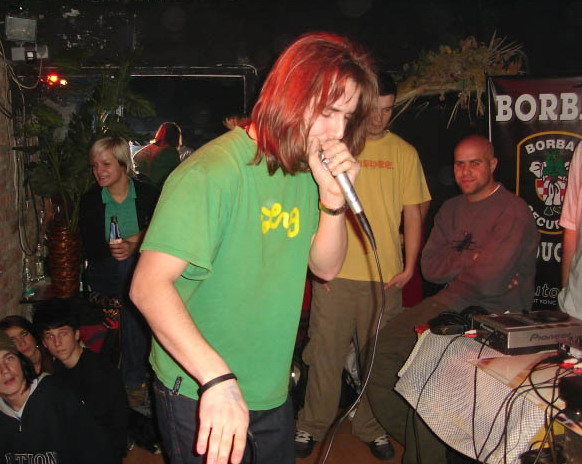
Yula, a horvát szájdobos

A beatbox, (angolul beatboxing) (más néven szájdob)  a hangoknak az emberi hangképzőszervekkel történő eljátszása.[forrás?] A hiphopkultúra feltörekvő ötödik eleme. A human beatbox, azaz a szájdob, mint a neve is mutatja, egy zenedoboz hangjainak az ember által képzett hangokkal történő utánzását jelenti. Ez a legegyszerűbb és leglátványosabb módja egy rapzenei alap létrehozásának. Ezek közé tartozik a lábdob a pergődob a cintányér és még megannyi különböző hang
Az ütemet, a ritmust és a zenei hangokat a szájjal, ajkakkal, nyelvekkel és hangszálakkal idézik elő. A szájdobolás kategóriájába sorolható még a kürt, húros hangszerek, énekhangok és a keverőpult hangjainak[forrás?] szájjal való utánzása is.

## Története
Az ütőhangszerek szájjal való utánzása Indiában fejlődött ki több ezer évvel ezelőtt. Kínában a kouji alakult ki, ami szintén egy vokális dobművészet volt. Ezeknek azonban kevés rokon vonása a van a hiphoppal, és a mai nyugati beatboxinggel.
A "human beatbox" az 1970-es években jelent meg New Yorkban, a hiphop zenei stílus egyik elemeként, a rap zenei alapjainak imitálására, ami lehetővé tette, hogy az így létrejött aláfestésre az MC-k (master of ceremony) bárhol freestyle-ozhassanak, azaz szabadon rímeljenek, akár az utcán is.
Az 1980-as években egyszerűen a dobgépek hangját utánozták, később a szájdobolás a DJ-ing szájjal előadott változata lett, mivel a ritmusok imitációi mellett a scratcheket és a kivágott zenei mintákat is utánozták. Az 1990-es években jött divatba a már ismert dalok utánzása, amely nagyon sikeres, ha a közönség felismeri az eredetit. Az 1990-es évek végén a szájdobosok kifejlesztették, hogyan kell egyszerre több hangot utánozni. Az első ebben Rahzel volt, aki az If Your Mother Only Knew-t úgy adta elő, hogy egyszerre énekelt és dobolt a szájával. 2000 után indultak el az első hivatalos beatbox bajnokságok, az első világbajnokságot 2005-ben rendezték, melyet Joel Turner nyert meg.
A beatboxing újra kezd divatba jönni nagyrészt olyan művészeknek köszönhetően, mint Rahzel és Kenny Muhammad akik hozzásegítettek a műfaj világméretű elterjedéséhez.
2002-ben mutatták be a Breath Control: The History of the Human Beatbox című dokumentumfilmet. Ez a műfaj történetét kíséri végig, és interjúkat tartalmaz Doug E. Fresh, Emanon, Biz Markie, Marie Daulne, Zap Mama és más művészekkel.
A beatbox előfutárai Doug E. Fresh, Biz Markie, és Buffy voltak a Fat Boys csapatból. Doug E. Fresh volt az első "emberi beatbox"  Archiválva 2012. június 3-i dátummal a Wayback Machine-ben. Barry B terjesztette el a beatbox elnevezést , aki Buffyval együtt gyakorolta azt.